# 张潮 (清朝)
张潮（1650年—1707年），字山来，一字心斋，號仲子，自稱三在道人，安徽省徽州府歙县人，清朝文学家、小说家、刻书家。

## 生平

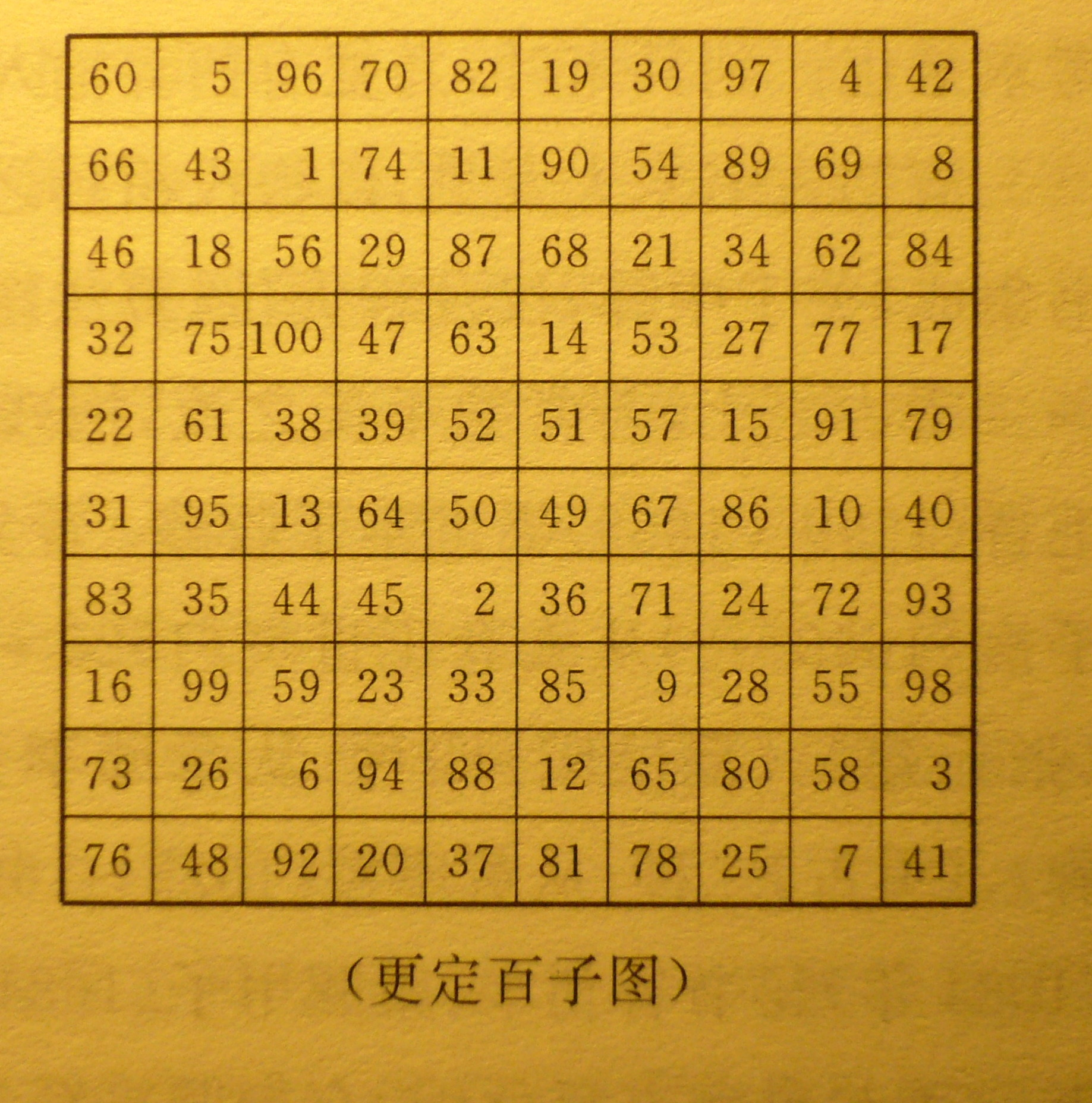
张潮更定百子图

张潮出身門閥。少年能文，與冒襄、孔雲亭、陳維崧等名士有詩文往來，言論詼諧，觀點精闢，處世瀟灑，交友不拘，姑蘇孝廉張為泉曰：「老子化胡，潮子化吾；我心斋兄，自化化人，自娛娛人。」
1699年夏，（康熙三十八年）張潮因政治原因被人告發下獄。但在『清史稿』該年幷無與此事有關的記錄，因此張潮入獄的原因，難以詳加探求。康熙二十四年（1685）江淮發生洪澇慘禍，張潮爲其事寫下『苦雨行』，描寫怵目驚心的慘象，詩中表達對滿淸政策不當與天災的憤懣，是一首珍貴的紀事詩。由於張潮有這些對淸政府的明顯不滿的內容與『昭代叢書』中表現觸犯封建禮敎的作品，張潮的《心斋聊复集》、《筆歌》、《奚囊寸锦》、《昭代叢书》四種，在乾隆四十六年十一月初六日，被選定兩江總督薩載奏准禁繳的三十三種書中。故張潮遭到政治案件牽連而入獄可能與其言論不無關係。 

## 家庭
父張習孔官至侍郎。
妻【陳芸】

## 轶事
张潮不喜八股文，苦讀不第，後補官，僅至翰林院孔目。张潮著作等身，著名的作品包括《幽梦影》、《虞初新志》、《花影词》、《心斋聊复集》、《奚囊寸锦》、《心齋詩集》、《饮中八仙令》等。文章風格簡單明白、內容深長，廣為眾人接受，其著作重視「真」，張潮認為文章要有真情真意，無論四書五經或是小品散文都同樣具有價值。
张潮也是清代刻书家，曾刻印《檀几叢书》、《昭代叢书》（山帙、水帙、花帙、鸟帙、鱼帙、酒帙、书帙、御帙、数帙）等。
张潮对高阶幻方也有研究，在《心斋杂组》卷下《算法图补》曾更正程大位《算法统宗》的10x10百子图（幻方）

## 著作
- 《虞初新志》（清）张潮辑 河北人民出版社 2001 ISBN 7-202-02778-X
- 《檀几丛书》（清）张潮辑 上海古籍出版社 1992  ISBN 7-5325-1228-2
- 《昭代丛书》（清）张潮辑
- 《花鸟春秋》（清）张潮撰
- 《玩月约》 （清）张潮撰
- 《滇南忆旧录》 （清）张潮撰
- 《幽梦影》（清） 张潮著
- 《诗附录》（清） 张潮辑
- 《花影詞》
- 《心齋詩集》
- 《心斋杂组》
- 《补花底拾遗》
- 《奚囊寸锦》
- 《尺牍偶存》
- 《尺牍友声二集》
- 《尺牍友声三集》
- 《书本草》
- 《饮中八仙令》
- 《酒律》
- 《下酒物》
- 《联庄》